# Mordellistena ploiaria
Mordellistena ploiaria es una especie de coleóptero de la familia Mordellidae.

## Distribución geográfica
Habita en las Fiyi.